# Sasha Vujačić
Aleksandar "Sasha" Vujačić (8 de marzo de 1984; Maribor) es un exjugador de baloncesto esloveno, que disputó 10 temporadas en la NBA, además de varias en Europa. Mide 2,01 metros, y jugaba de base y escolta.
Es hijo del entrenador de baloncesto de serbio, Vaso Vujačić.

## Trayectoria deportiva

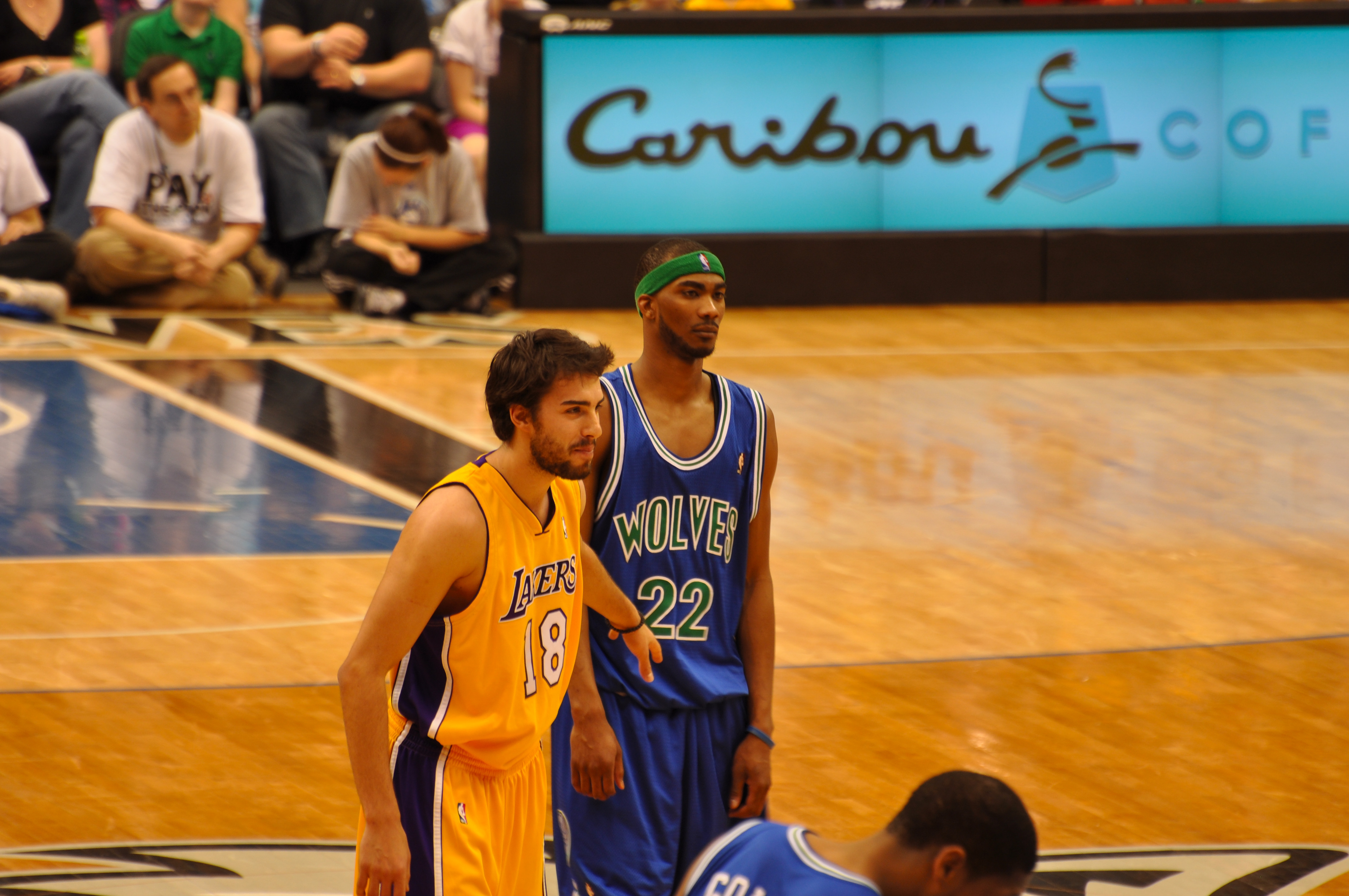
Sasha Vujačić (18) de Los Angeles Lakers junto a Corey Brewer (Minnesota Timberwolves) en un partido de la NBA

### Europa
Su carrera profesional comenzó muy pronto, cuando sólo tenía 16 años, edad con la que fichó por el Snaidero Udine, de la Liga italiana. Allí jugó hasta 2004.

### NBA
Fue elegido en el Draft de la NBA de 2004 en el puesto 27 por Los Angeles Lakers. A lo largo de estos años, jugando desde el banquillo, ha promediado 4,9 puntos y 1,3 asistencias en apenas 15 minutos por partido que juega. En la actualidad ha pasado a jugar de escolta donde puede explotar su gran lanzamiento de larga distancia.
El 25 de julio de 2008 renovó su contrato con los Lakers por 15 millones de dólares en tres años.
Después de firmar ese contrato por tres años con los Lakers, su aportación y sus números han descendido.
El 14 de diciembre de 2010 es traspasado en un intercambio a tres bandas rumbo a New Jersey Nets.

### Vuelta a Europa
En 2011 Sasha Vujacic vuelve a Europa firmando con el Efes Pilsen, que ha sido el equipo que ha logrado seducir a este tirador con larga experiencia NBA según ha confirmado la web del equipo de Estambul. En un principio el acuerdo es por un año y con opción a otro. Vujacic ha promediado 11.4 puntos y 2.3 rebotes en los 54 partidos que ha disputado con los Nets. Será su tercera aventura en Europa tras jugar en su club nativo, el Polzela esloveno y en el Snaidero Udine italiano que le catapultó a la NBA.
En octubre de 2014 ficha por el Laboral Kutxa Baskonia, para disputar la Liga Endesa y la Euroliga.
En agosto de 2017 fichó por el Auxilium Torino de la Lega Basket Serie A italiana.
Tras dos temporadas en el club turinés, el 2 de marzo de 2019 se hace oficial su fichaje por el Tezenis Verona de la segunda división italiana.

## Estadísticas de su carrera en la NBA
|  | Denota temporadas en las que ganó el Campeonato de la NBA |

### Temporada regular
| Año     | Equipo        | PJ  | PT | MPP  | %TC  | %3P  | %TL  | RPP | APP | ROB | TPP | PPP  |
| ------- | ------------- | --- | -- | ---- | ---- | ---- | ---- | --- | --- | --- | --- | ---- |
| 2004-05 | L.A. Lakers   | 35  | 3  | 11.5 | .282 | .270 | .947 | 1.8 | 1.5 | .3  | .1  | 2.9  |
| 2005-06 | L.A. Lakers   | 82  | 4  | 17.7 | .346 | .343 | .885 | 1.9 | 1.7 | .6  | .0  | 3.9  |
| 2006-07 | L.A. Lakers   | 73  | 4  | 12.8 | .392 | .373 | .878 | 1.5 | .9  | .6  | .0  | 4.3  |
| 2007-08 | L.A. Lakers   | 72  | 0  | 17.8 | .454 | .437 | .835 | 2.1 | 1.0 | .5  | .1  | 8.8  |
| 2008-09 | L.A. Lakers   | 80  | 0  | 16.2 | .387 | .363 | .921 | 1.7 | 1.4 | 1.0 | .1  | 5.8  |
| 2009-10 | L.A. Lakers   | 67  | 1  | 8.6  | .402 | .309 | .848 | 1.2 | .6  | .3  | .1  | 2.8  |
| 2010-11 | L.A. Lakers   | 11  | 0  | 4.9  | .348 | .429 | .500 | .4  | .5  | .1  | .0  | 1.8  |
| 2010-11 | New Jersey    | 56  | 17 | 28.5 | .404 | .369 | .851 | 3.3 | 2.3 | .9  | .1  | 11.4 |
| 2013-14 | L.A. Clippers | 2   | 0  | 5.0  | .400 | .500 | .000 | 1.5 | .0  | .5  | .0  | 2.5  |
| 2015-16 | New York      | 61  | 25 | 14.9 | .383 | .364 | .821 | 2.4 | 1.4 | .6  | .1  | 4.9  |
| 2016-17 | New York      | 42  | 4  | 9.7  | .310 | .310 | .710 | 1.4 | 1.2 | .3  | 0   | 3    |
| Total   | Total         | 581 | 58 | 15.8 | .394 | .370 | .866 | 1.9 | 1.3 | .6  | .1  | 5.5  |

### Playoffs
| Año   | Equipo      | PJ | PT | MPP  | %TC  | %3P  | %TL   | RPP | APP | ROB | TPP | PPP |
| ----- | ----------- | -- | -- | ---- | ---- | ---- | ----- | --- | --- | --- | --- | --- |
| 2006  | L.A. Lakers | 7  | 0  | 18.4 | .423 | .600 | 1.000 | 2.4 | .9  | .6  | .0  | 6.0 |
| 2007  | L.A. Lakers | 4  | 0  | 10.8 | .556 | .250 | .000  | 1.0 | .8  | .3  | .0  | 2.8 |
| 2008  | L.A. Lakers | 21 | 0  | 21.7 | .399 | .392 | .857  | 2.2 | .8  | .6  | .2  | 8.1 |
| 2009  | L.A. Lakers | 23 | 0  | 10.9 | .264 | .314 | .833  | 1.4 | .5  | .4  | .2  | 3.0 |
| 2010  | L.A. Lakers | 10 | 0  | 7.6  | .435 | .400 | .833  | .8  | .5  | .2  | .0  | 3.1 |
| Total | Total       | 65 | 0  | 14.7 | .366 | .384 | .879  | 1.6 | .6  | .4  | .1  | 5.0 |